# Sconfitto alla regata
Sconfitto alla regata, noto anche come L'ultimo premio in regata o Last Prize in Venice Boat Race, è un dipinto a olio su tela (155,2 x 186,5 cm) realizzato nel 1858 dal pittore italiano Antonio Rotta.
Il dipinto dopo essere stato acquistato, per volontà di Casa Savoia, nel 1858 per la collezione del Palazzo Reale di Torino, e collocato al primo piano di Palazzo Reale nella Galleria delle Battaglie venne venduto alla Pinacoteca di Brera di Milano.

## Storia
Nel 1860 a Torino Antonio Rotta, suscitò entusiasmo e commozione del pubblico per il "Cacciatore addolorato che presta le cure al suo cane moribondo", rimasto invenduto a causa della alta cifra di 3000 lire (250 napoleoni d’oro), il prezzo più alto dell'epoca riscontrato in tutta l'esposizione di Venezia. L'opera fu fortemente applaudita da Carlo Tenca. In "La pagina noiosa", realizzato in sequenza con "La pagina profanata", vennero lette da un recensore allusioni politiche risorgimentali e antiaustriache e l’artista fu trattato da «pittore filosofo», capace di trasfondere nella fanciullezza nobili «idee superiori».

## Descrizione
Il dipinto ritrae la disperazione per la sconfitta di una regata nella Repubblica di Venezia.

## Mostre
- A Galeria de Arte Walters, Baltimore, Palazzo della Gran Guardia (Verona, Italy), Ed. Fernando Mazzocca, Giuseppe Mazzariol, Sergio Marinelli, 1979